# Лугода
Лугода — река в России, протекает по территории Бабушкинского района Вологодской области. Устье реки находится в 43 км по левому берегу реки Илеза. Длина реки составляет 40 км. В 14 км от устья принимает справа крупнейший приток — Светицу.
Исток находится в болотах в 16 км к северо-западу от села Рослятино. Крупнейшие притоки — Осиновка (правый), Великая (левый) и Светица (правый). Река протекает по заболоченной, лесистой и ненаселённой местности, русло — извилистое, генеральное направление течения — сначала на северо-запад, в нижнем течении после впадения Светицы — запад. Впадает в Илезу двумя километрами выше деревни Варнавино.

## Данные водного реестра
По данным государственного водного реестра России относится к Двинско-Печорскому бассейновому округу, водохозяйственный участок реки — Северная Двина от начала реки до впадения реки Вычегда, без рек Юг и Сухона (от истока до Кубенского гидроузла), речной подбассейн реки — Сухона. Речной бассейн реки — Северная Двина.
По данным геоинформационной системы водохозяйственного районирования территории РФ, подготовленной Федеральным агентством водных ресурсов:
- Код водного объекта в государственном водном реестре — 03020100312103000008558
- Код по гидрологической изученности (ГИ) — 103000855
- Код бассейна — 03.02.01.003
- Номер тома по ГИ — 03
- Выпуск по ГИ — 0